# Centre suisse de compétence pour les droits humains
« CSDH » redirige ici.  Pour l'autre signification, voir Convention de Sauvegarde des Droits de l’Homme et des Libertés Fondamentales.
Le Centre suisse de compétence pour les droits humains (CSDH) est un réseau d’instituts universitaires fondé en 2011 et dissout en 2022. Son secrétariat se trouvait à Berne. En tant que centre de services, il soutenait les autorités, les organisations non gouvernementales ainsi que le secteur de l’économie privée dans la mise en œuvre des obligations internationales de la Suisse en matière de droits humains.
Fin 2022, après onze ans d'activité en tant que projet pilote, le CSDH est remplacé par une Institution nationale des droits humains permanente.

## Fondation et histoire
La fondation du CSDH a été exigée par une centaine d’ONG, de syndicats, d’institutions ecclésiales et de personnalités qui, en été 2001, demandaient[réf. nécessaire] la création en Suisse d’une Institution nationale des droits humains conformément aux principes définis par la résolution no 48/134 de l’Assemblée générale des Nations unies du 20 décembre 1993, dits « Principes de Paris ».
En décembre 2001, la conseillère nationale Vreni Müller-Hemmi et le conseiller aux États Eugen David déposèrent des initiatives parlementaires demandant la création d’une «Commission fédérale des droits humains»,. Le 1er juillet 2009, le Conseil fédéral décida de l'établissement d'un centre de prestation universitaire en tant que projet pilote limité à cinq ans,, estimant qu’il était encore trop tôt pour établir une Institution nationale des droits humains indépendante. Le Centre suisse de compétence pour les droits humains a officiellement été inauguré le 6 mai 2011 à Berne.
Le mandat du CSDH, initialement limité à une phase pilote allant de mai 2011 jusqu’à fin 2015, a été reconduit sur décision du Conseil fédéral le 1er juillet 2015. Le CSDH exercera son activité jusqu’à la création d’une Institution nationale des droits humains en Suisse, mais pour cinq ans supplémentaires au plus, soit jusqu’à fin 2020.
Le Conseil fédéral a ouvert, le 28 juin 2017, la procédure de consultation pour un projet de loi concernant une INDH. La procédure de consultation s’est terminée en octobre 2017. Le Conseil fédéral n’a pas encore présenté de rapport de résultats pour cette consultation, et il n’a pas non plus proposé de plan concret pour la mise en place d’une institution qui ferait suite au CSDH.

## Prestations
Le travail du CSDH s'organise autour de six domaines thématiques (migration ; police et justice ; politique genre ; politique de l'enfance et de la jeunesse ; questions institutionnelles ; droits de l'homme et économie) et quatre axes de recherches transversaux (droits fondamentaux au travail ; restrictions de liberté ; accès à la justice ; groupes de personnes vulnérables).
En tant que centre de services, le CSDH propose des études, des avis d'experts, des analyses ainsi que des conférences et des formations continues concernant ces domaines thématiques et axes de recherche. Il encourage également le débat public sur les droits humains et met à la disposition des informations sur les questions relatives aux droits humains.
Le CSDH travaille sur mandat. Fin 2018, il avait publié plus de 50 études et avis d'experts, ainsi que des brochures et manuels sur divers sujets. Il avait également organisé plus de 50 colloques, ateliers et formations continues.
Parmi les clients du CSDH figurent des institutions telles que des prisons, des organisations pour personnes âgées, des entreprises, des autorités de protection de l’enfant et de l’adulte (APEA) et bien d'autres. Dans l'évaluation de 2015, 75 % des personnes interrogées ont déclaré que les avantages pratiques du CSDH  étaient "élevés" ou "très élevés".

## Structure

### Domaines thématiques
Chaque université partenaire du CSDH met à la disposition du centre des experts en matière de droits de l'homme. Ceux de l'Université de Berne travaillent dans les domaines thématiques de la police et justice et de la politique genre ; ceux de l'Université de Fribourg, dans celui des questions institutionnelles ; ceux de l'Université de Genève, dans celui des politiques de l'enfance et de la jeunesse ; ceux de l'Université de Neuchâtel, dans celui de la migration ; et ceux de l'Université de Zurich, dans celui des droits de l'homme et de l'économie.

### Directoire
Le directoire définit l’orientation stratégique du CSDH, décide du règlement interne et du programme de travail. Il coordonne en outre le travail des domaines thématiques et vérifie la qualité des activités du CSDH. 
Il est constitué de deux représentants de chaque université partenaire ainsi que du directeur, qui en assume la présidence.

### Directeur
Le directeur assure la coordination globale des activités du CSDH et en est le représentant vers l’extérieur. Il veille à la cohérence et à la qualité des activités du Centre. 
Jörg Künzli, professeur à l’Institut de droit public à l’Université de Berne, est le directeur du CSDH. Il a succédé à Walter Kälin (en).

### Secrétariat général
Le secrétariat général fait office de guichet unique du CSDH pour traiter les demandes et les mandats. Il coordonne la mise en œuvre des projets, organise l’échange d’informations avec et entre les différents acteurs et soutient les domaines thématiques quant aux questions opérationnelles. La communication interne et externe fait également partie des tâches du secrétariat général.

### Comité de pilotage
Le comité de pilotage se compose de représentants de la Confédération. Il approuve les contrats de prestation annuels et effectue un contrôle régulier de la conformité de l’utilisation de la contribution de la Confédération.

### Conseil consultatif
Le conseil consultatif est composé de personnalités issues de l’administration, du politique, de la société civile et de l'économie. Il conseille le directoire quant à son orientation stratégique ou peut lui transmettre des recommandations. L’ancien conseiller aux États Eugen David en est le président.

## Financement
Le CSDH reçoit un financement annuel de base de la Confédération. En contrepartie, le CSDH fournit des prestations définies en accord avec la Confédération. De plus, le Centre reçoit des mandats d’autorités publiques, d’ONG et de l’économie privée. Les cantons universitaires du réseau du CSDH mettent à disposition les infrastructures et les membres du directoire contribuent bénévolement aux activités du CSDH.